# Berenguer de Montagut

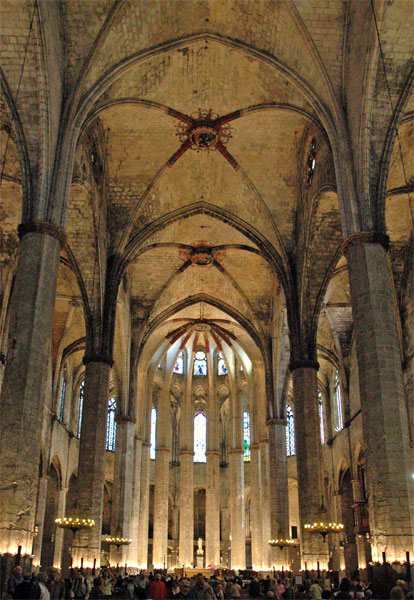
Interior de Santa María del Mar, en Barcelona.

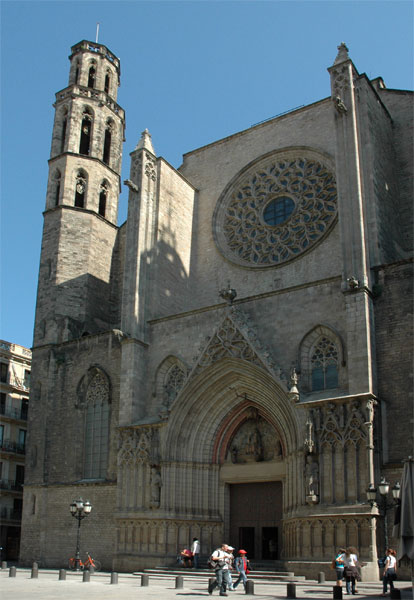
Fachada principal de Santa María del Mar, en Barcelona.

Berenguer de Montagut (activo durante la segunda mitad del siglo XIV) fue un arquitecto catalán, maestro de obras de la basílica de Santa María del Mar.

## Biografía
Poco se sabe de la vida de Berenguer de Montagut. Actualmente se le puede relacionar con tres edificios religiosos de Cataluña y Baleares, de los cuales parece claro que fue diseñador y maestro de obras durante parte de sus respectivas construcciones: Santa María de Manresa (la Catedral o Seo de Manresa), Basílica de Santa María del Mar de Barcelona y la Catedral de Palma de Mallorca. En ocasiones también se le relaciona con la iglesia de Santa María del Pino de Barcelona.
Como explica Cirici Pellicer, Montagut fue «un diseñador excepcional que purifica la forma hasta extremos impensables». Podríamos decir que lleva hasta el extremo las tendencias características del gótico catalán: sus construcciones son excepcionalmente amplias, con una aversión a la compartimentación hasta el punto de que sus iglesias, todas de tres naves, parecen querer alcanzar el espacio unitario de la nave única. Es una constante en él la austeridad extrema en las diversas estructuras arquitectónicas: pilares octogonales desnudos sin molduras, paños de muro planos, pocos elementos decorativos, etc. La separación entre pilares de sus iglesias es de las más grandes de todo el gótico europeo.
Hay también un regusto por una cierta escenografía calculada según la situación de la iglesia con respecto a los observadores. Curiosamente sus tres iglesias se pueden ver de lejos, a medida que uno se acerca a la ciudad, por mar en el caso de Barcelona y Mallorca y por tierra en el caso de Manresa. Todas se sitúan en un eje más o menos perpendicular a la visual del hipotético viajero. Esto es muy evidente en Manresa y en Mallorca, mientras que, sin embargo, en Barcelona el efecto ha desaparecido debido al avance de la línea de la costa y a las edificaciones posteriores de La Barceloneta. 

## Enlaces externos

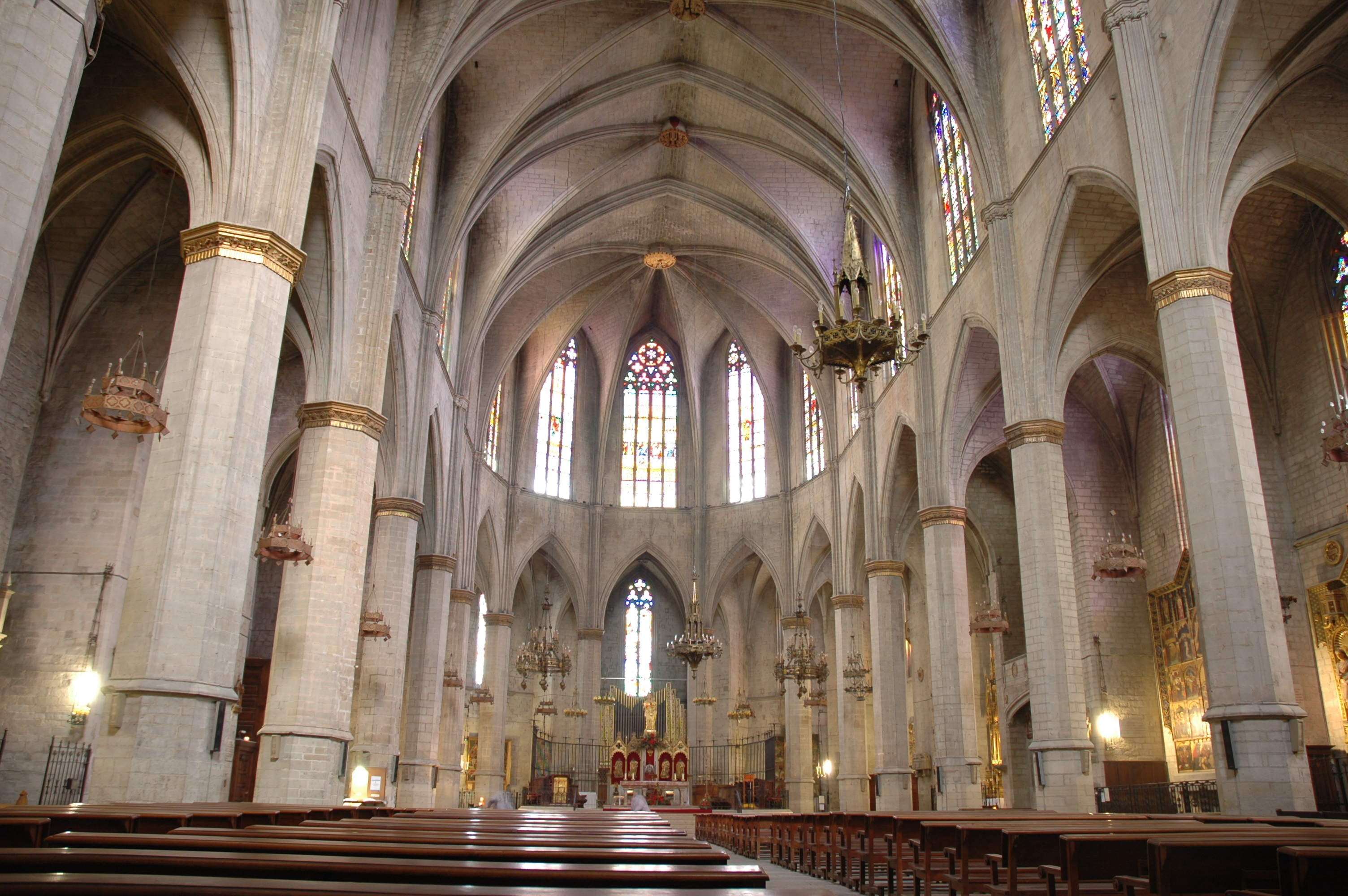
Nave de la Seo de Manresa (Barcelona).
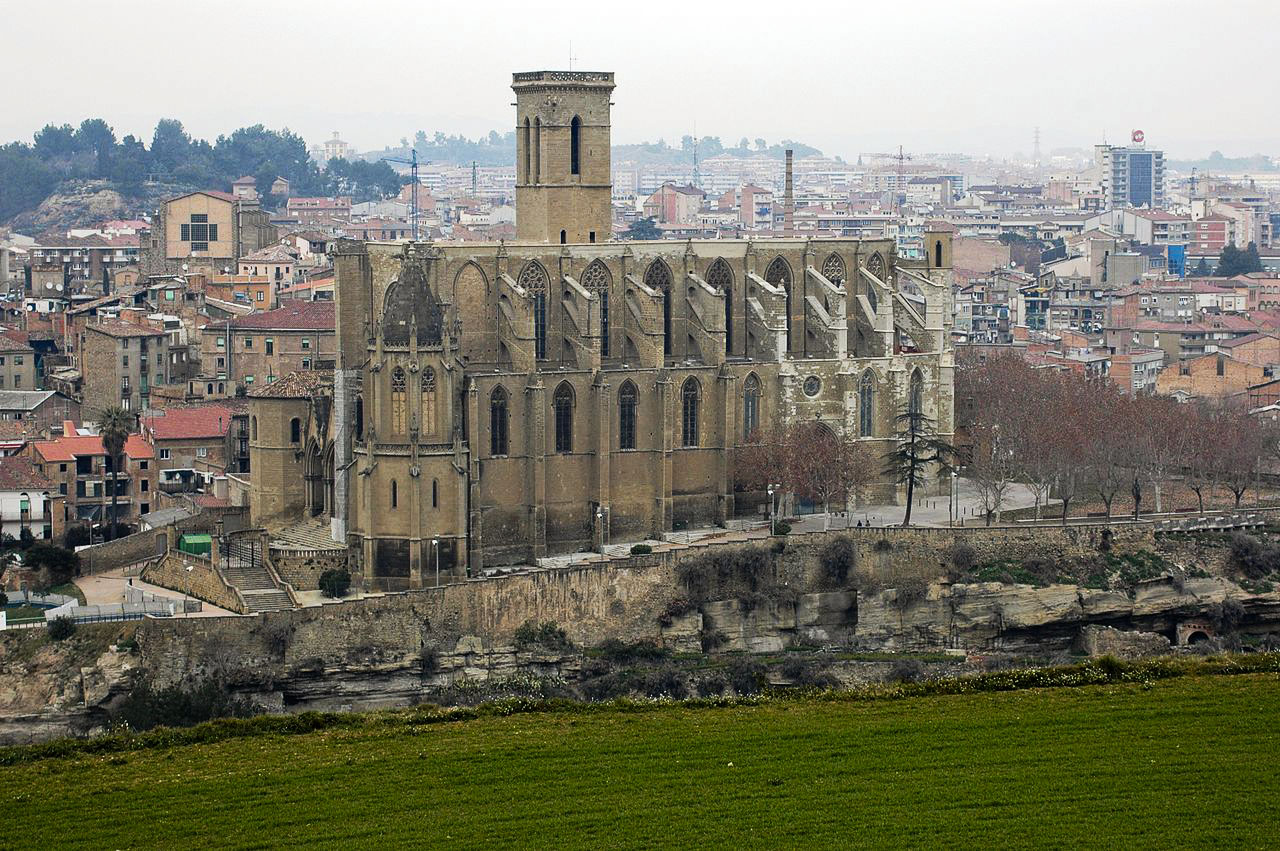
Exterior de la Seo de Manresa (Barcelona).
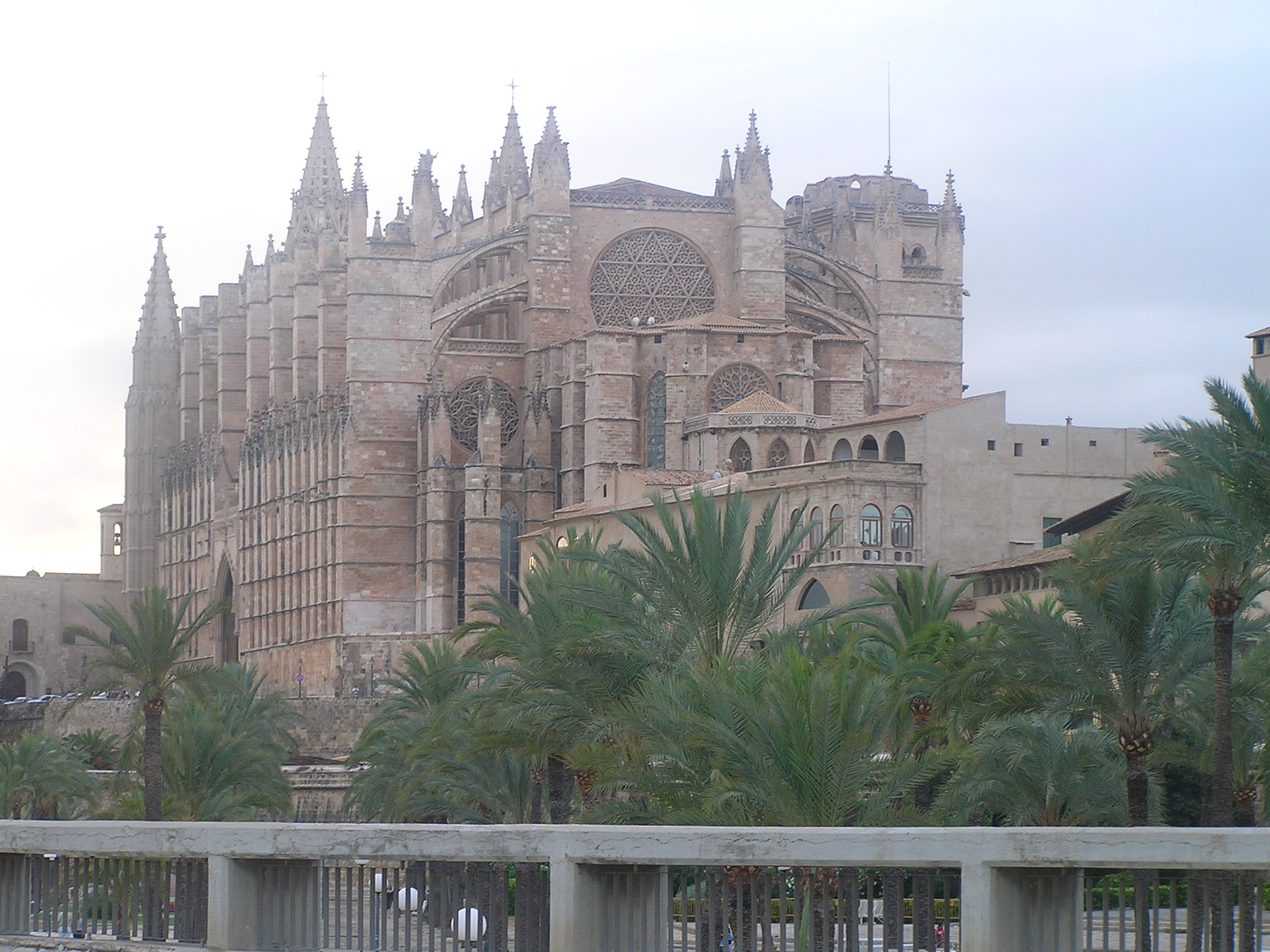
Exterior de la Catedral de Palma de Mallorca.